# 出水郡
- 令制国一覧 > 西海道 > 薩摩国 > 出水郡
- 日本 > 九州地方 > 鹿児島県 > 出水郡

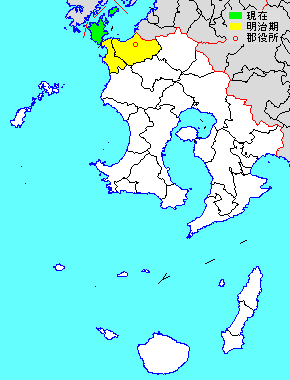
鹿児島県出水郡の位置（緑：長島町）

出水郡（いずみぐん）は、鹿児島県（薩摩国）の郡。
人口8,848人、面積116.19km²、人口密度76.2人/km²。（2025年2月1日、推計人口）
以下の1町を含む。
- 長島町（ながしまちょう）

## 郡域
1879年（明治12年）に行政区画として発足した当時の郡域は、上記1町に阿久根市・出水市の全域を加えた区域にあたる。

## 歴史

### 近世以降の沿革
- 天正9年（1581年） - 長島・獅子島・諸浦島・伊唐島が本郡に移管。
- 明治初年時点では全域が薩摩鹿児島藩領であった。「旧高旧領取調帳」に記載されている、同時点での村は以下の通り[注釈 1]。（38村）
  - 長島郷 - 山門野村、川床村、鷹巣村、諸浦村、浦底村、平尾村、下山門野村、蔵之元村、指江村、城川内村、獅子島村（現・長島町）
  - 阿久根郷 - 赤瀬川村、大川村、波留村、西目村、多田村、鶴川内村、山下村、折口村（現・阿久根市）
  - 野田郷 - 上名村、下名村（現・出水市）
  - 高尾野郷 - 下高尾野村、唐笠木村、柴引村、下水流村、上水流村、大久保村（現・出水市）
  - 出水郷 - 西目村（現・阿久根市）、下鯖淵村、上大川内村、荘村、六月田村、武本村、下大川内村、下知識村、上鯖淵村、江内村、上知識村（現・出水市）
- 明治4年7月14日（1871年8月29日） - 廃藩置県により鹿児島県の管轄となる。
- 明治12年（1879年）2月17日 - 郡区町村編制法の鹿児島県での施行により、行政区画としての出水郡が発足。「阿久根郡役所」が波留村に設置され、高城郡とともに管轄。
- 明治14年（1881年）
  - 7月28日 - 薩摩郡・高城郡・伊佐郡・甑島郡とともに「隈之城郡役所」の管轄となる。
  - 西目村（出水郷）が改称して脇本村となる。
- 明治20年（1887年）5月9日 - 「出水郡役所」の管轄となる。

### 町村制以降の沿革

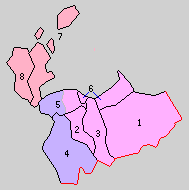
1.上出水村 2.野田村 3.高尾野村 4.阿久根村 5.下出水村 6.中出水村 7.東長島村 8.西長島村（紫：阿久根市 桃：出水市 赤：長島町）

- 明治22年（1889年）4月1日 - 町村制の施行により、各郷に上出水村［出水郷のうち武本村・上鯖淵村・上大川内村・下大川内村・上知識村］、野田村、高尾野村、阿久根村、中出水村［出水郷のうち下知識村・六月田村・下鯖淵村・荘村］、下出水村［出水郷のうち脇本村・江内村］、東長島村［長島郷のうち鷹巣村・川床村・浦底村・諸浦村・獅子島村・山門野村］、西長島村［長島郷のうち平尾村・蔵之元村・城川内村・指江村・下山門野村］が発足。郡役所所在地が上出水村となる[注釈 2]。（8村）
- 明治24年（1891年）8月8日 - 上出水村が分割し、一部（上大川内・下大川内）の区域に大川内村、残部の区域に改めて上出水村がそれぞれ発足。[1]（9村）
- 明治31年（1897年）4月1日 - 郡制を施行。
- 大正6年（1917年）4月1日 - 上出水村が町制施行・改称して出水町となる。（1町8村）
- 大正12年（1923年）
  - 4月1日 - 郡会が廃止。郡役所は存続。
  - 7月1日 - 中出水村が町制施行・改称して米之津町となる。（2町7村）
- 大正12年（1924年）4月1日 - 下出水村が改称して三笠村となる。
- 大正14年（1925年）1月1日 - 阿久根村が町制施行して阿久根町となる。（3町6村）
- 大正15年（1926年）7月1日 - 郡役所が廃止。以降は地域区分名称となる。
- 昭和7年（1932年）1月1日 - 高尾野村が町制施行して高尾野町となる。（4町5村）
- 昭和24年（1949年）4月1日 - 三笠村の一部（江内）が分立して江内村が発足。（4町6村）
- 昭和27年（1952年）4月1日 - 阿久根町が市制施行して阿久根市となり、郡より離脱。（3町6村）
- 昭和28年（1953年）5月3日 - 三笠村が町制施行して三笠町となる。(4町5村）
- 昭和29年（1954年）
  - 4月1日 - 出水町・米之津町が合併して出水市が発足し、郡より離脱。（2町5村）
  - 10月9日 - 大川内村が出水市に編入。（2町4村）
- 昭和30年（1955年）4月10日 - 三笠町が阿久根市に編入。（2町4村）
- 昭和31年（1956年）7月10日 - 東長島村が町制施行・改称して東町となる。（2町3村）
- 昭和34年（1959年）4月1日 - 高尾野町・江内村が合併し、改めて高尾野町が発足。（2町2村）
- 昭和35年（1960年）1月1日 - 西長島村が町制施行・改称して長島町となる。（3町1村）
- 昭和50年（1975年）4月1日 - 野田村が町制施行して野田町となる。（4町）
- 平成18年（2006年）
  - 3月13日 - 野田町・高尾野町が出水市と合併し、改めて出水市が発足、郡より離脱。（2町）
  - 3月20日 - 東町・長島町が合併し、改めて長島町が発足。（1町）

### 変遷表
| 明治22年4月1日 | 明治22年 - 明治45年          | 大正元年 - 大正15年          | 昭和元年 - 昭和29年          | 昭和30年 - 昭和63年            | 平成元年 - 現在        | 現在     |
| -------------- | ---------------------------- | ---------------------------- | ---------------------------- | ------------------------------ | ---------------------- | -------- |
| 阿久根村       | 阿久根村                     | 大正14年1月1日 町制 阿久根町 | 昭和27年4月1日 市制 阿久根市 | 阿久根市                       | 阿久根市               | 阿久根市 |
| 下出水村       | 下出水村                     | 大正13年4月1日 改称 三笠村   | 昭和28年5月3日 町制 三笠町   | 昭和30年4月10日 阿久根市に編入 | 阿久根市               | 阿久根市 |
| 下出水村       | 下出水村                     | 大正13年4月1日 改称 三笠村   | 昭和24年4月1日 分立 江内村   | 昭和34年4月1日 高尾野町        | 平成18年3月13日 出水市 | 出水市   |
| 高尾野村       | 高尾野村                     | 高尾野村                     | 昭和7年4月1日 町制 高尾野町  | 昭和34年4月1日 高尾野町        | 平成18年3月13日 出水市 | 出水市   |
| 上出水村       | 明治24年8月8日 分割 大川内村 | 大川内村                     | 昭和29年10月9日 出水市に編入 | 出水市                         | 平成18年3月13日 出水市 | 出水市   |
| 上出水村       | 明治24年8月8日 分割 上出水村 | 大正6年4月1日 町制 出水町    | 昭和29年4月1日 出水市        | 出水市                         | 平成18年3月13日 出水市 | 出水市   |
| 中出水村       | 中出水村                     | 大正12年7月1日 町制 米ノ津町 | 昭和29年4月1日 出水市        | 出水市                         | 平成18年3月13日 出水市 | 出水市   |
| 野田村         | 野田村                       | 野田村                       | 野田村                       | 昭和50年4月1日 町制 野田町     | 平成18年3月13日 出水市 | 出水市   |
| 東長島村       | 東長島村                     | 東長島村                     | 東長島村                     | 昭和31年7月10日 町制 東町      | 平成18年3月20日 長島町 | 長島町   |
| 西長島村       | 西長島村                     | 西長島村                     | 西長島村                     | 昭和35年1月1日 町制 長島町     | 平成18年3月20日 長島町 | 長島町   |

## 行政
歴代郡長
出典
| 代 | 氏名       | 就任年月日                 | 退任年月日                 | 備考                                      |
| -- | ---------- | -------------------------- | -------------------------- | ----------------------------------------- |
| 1  | 伊藤祐徳   | 明治20年（1887年）4月29日  | 明治26年（1893年）2月13日  | 2月13日に非職 同年8月20日依願免官         |
| 2  | 田野熾     | 明治26年（1893年）2月13日  | 明治30年（1897年）3月31日  | 3月31日に非職 同年10月20日依願免官        |
| 3  | 倉田藤太   | 明治30年（1897年）4月1日   | 明治35年（1902年）2月24日  | 鹿児島県属より初任 囎唹郡長に転任         |
| 4  | 肝付忠一   | 明治35年（1902年）2月24日  | 明治40年（1907年）7月22日  | 熊本県下益城郡長から転任 伊佐郡長に転任   |
| 5  | 甲斐田毅   | 明治40年（1907年）7月22日  | 明治41年（1908年）12月11日 | 川辺郡長から転任 肝属郡長に転任           |
| 6  | 肝付勇吉   | 明治41年（1908年）12月11日 | 明治43年（1910年）12月23日 | 鹿児島県属から初任 姶良郡長に転任         |
| 7  | 伊集院與助 | 明治43年（1910年）12月23日 | 大正5年（1916年）5月24日   | 鹿児島県警視から初任 肝属郡長に転任       |
| 8  | 田畑鉄平   | 大正5年（1916年）5月24日   | 大正9年（1920年）6月8日    | 鹿児島県警視から初任 薩摩郡長に転任       |
| 9  | 安藤狂四郎 | 大正9年（1920年）6月8日    | 大正11年（1922年）6月9日   | 内務属から初任 栃木県理事官に転任         |
| 10 | 濱田壽一   | 大正11年（1922年）7月12日  | 大正12年（1923年）2月19日  | 福島県属から初任 鹿児島郡長に転任         |
| 11 | 平山喜一   | 大正12年（1923年）2月19日  | 大正15年（1926年）6月30日  | 鹿児島県視学から初任 郡役所廃止により廃官 |